# Liste der Nummer-eins-Hits in Neuseeland (2014)
Dies ist eine Liste der Nummer-eins-Hits in Neuseeland im Jahr 2014. Sie basiert auf den offiziellen Single und Albums Top 40, die im Auftrag von Recorded Music NZ, dem neuseeländischen Vertreter der IFPI, ermittelt werden.

## Singles
| ← 2013 ← | Liste der Nummer-eins-Hits in Neuseeland | Liste der Nummer-eins-Hits in Neuseeland | Liste der Nummer-eins-Hits in Neuseeland | 2015 → |
| \| Zeitraum \| Wo. ges. \| Interpret \| Titel Autor(en) \| Zusätzliche Informationen \| \| (Zeitraum, Wochen auf Platz eins, Interpret, Titel, Autor[en], zusätzliche Informationen) \| \| \| \| \| \| ----------------------------------------------------------------------------------------- \| -------- \| ------------------------------- \| -------------------------------------------------------------------------------------------------------------------------------------------------------------------------------------------------------------------------------------------------------------------------- \| ----------------------------------------------------------------------------------------------------------------------------------------------------------------------------------------------------------- \| \| 16. Dezember 2013 – 5. Januar 2014 3 Wochen \| 3 \| Ed Sheeran \| I See Fire Ed Sheeran \| – \| \| 6. Januar 2014 – 30. März 2014 12 Wochen (insgesamt 15) \| 15 \| Pharrell Williams \| Happy Pharrell Williams \| – \| \| 31. März 2014 – 6. April 2014 1 Woche \| 1 \| 5 Seconds of Summer \| She Looks So Perfect Jake Sinclair, Ashton Irwin, Michael Clifford \| – \| \| 7. April 2014 – 13. April 2014 1 Woche (insgesamt 15) \| 15 \| Pharrell Williams \| Happy Pharrell Williams \| – \| \| 14. April 2014 – 20. April 2014 1 Woche \| 1 \| Ginny Blackmore & Stan Walker \| Holding You Ginny Blackmore, Stan Walker \| – \| \| 21. April 2014 – 4. Mai 2014 2 Wochen (insgesamt 15) \| 15 \| Pharrell Williams \| Happy Pharrell Williams \| – \| \| 5. Mai 2014 – 11. Mai 2014 1 Woche \| 1 \| Ariana Grande feat. Iggy Azalea \| Problem Max Martin, Savan Kotecha, Ilya Salmanzadeh, Iggy Azalea \| – \| \| 12. Mai 2014 – 18. Mai 2014 1 Woche \| 1 \| Iggy Azalea feat. Charli XCX \| Fancy Jason Pebworth, George Astasio, Jon Shave, Jon Turner, Kurtis McKenzie, Charlotte Aitchison, Iggy Azalea \| – \| \| 19. Mai 2014 – 1. Juni 2014 2 Wochen (insgesamt 4) \| 4 \| Sam Smith \| Stay with Me James Napier, Sam Smith, William Phillips \| – \| \| 2. Juni 2014 – 8. Juni 2014 1 Woche \| 1 \| Sigma \| Nobody to Love Cameron Edwards, Joe Lenzie, Kanye West, John Stephens, Charles Wilson, Ernest Dion Wilson, Che J. Pope, Elon Rutberg, Cydel Young · Malik Yusuf Jones, Sakiya Sandifer, Michael G. Dean, Norman Virgil Whiteside, Bobby Massey, Robert Dukes · Ronnie Self \| – \| \| 9. Juni 2014 – 15. Juni 2014 1 Woche (insgesamt 2) \| 2 \| Nico & Vinz \| Am I Wrong William Wiik Larsen, Nico Sereba, Vincent Dery \| – \| \| 16. Juni 2014 – 22. Juni 2014 1 Woche (insgesamt 4) \| 4 \| Sam Smith \| Stay with Me James Napier, Sam Smith, William Phillips \| – \| \| 23. Juni 2014 – 29. Juni 2014 1 Woche \| 1 \| 5 Seconds of Summer \| Don’t Stop Steve Robson, Busbee, Luke Hemmings, Calum Hood \| – \| \| 30. Juni 2014 – 6. Juli 2014 1 Woche (insgesamt 2) \| 2 \| Nico & Vinz \| Am I Wrong William Wiik Larsen, Nico Sereba, Vincent Dery \| – \| \| 7. Juli 2014 – 13. Juli 2014 1 Woche (insgesamt 4) \| 4 \| Sam Smith \| Stay with Me James Napier, Sam Smith, William Phillips \| – \| \| 14. Juli 2014 – 20. Juli 2014 1 Woche \| 1 \| Ed Sheeran \| Sing Pharrell Williams, Ed Sheeran \| – \| \| 21. Juli 2014 – 10. August 2014 3 Wochen \| 3 \| The Madden Brothers \| We Are Done Benji Madden, Joel Madden \| Zuerst waren die Madden-Zwillinge von der US-Band Good Charlotte in Australien erfolgreich, dann auch in Neuseeland. Das Lied stammt aus der australischen Castingshow The Voice, wo Joel Jurymitglied ist. \| \| 11. August 2014 – 17. August 2014 1 Woche \| 1 \| George Ezra \| Budapest Joel Pott, George Ezra \| – \| \| 18. August 2014 – 31. August 2014 2 Wochen (insgesamt 6) \| 6 \| Meghan Trainor \| All About That Bass Kevin Kadish, Meghan Trainor \| – \| \| 1. September 2014 – 7. September 2014 1 Woche (insgesamt 2) \| 2 \| Taylor Swift \| Shake It Off Max Martin, Johan Schuster, Taylor Swift \| – \| \| 8. September 2014 – 21. September 2014 2 Wochen (insgesamt 6) \| 6 \| Meghan Trainor \| All About That Bass Kevin Kadish, Meghan Trainor \| – \| \| 22. September 2014 – 28. September 2014 1 Woche (insgesamt 2) \| 2 \| Taylor Swift \| Shake It Off Max Martin, Johan Schuster, Taylor Swift \| – \| \| 29. September 2014 – 12. Oktober 2014 2 Wochen (insgesamt 6) \| 6 \| Meghan Trainor \| All About That Bass Kevin Kadish, Meghan Trainor \| – \| \| 13. Oktober 2014 – 9. November 2014 4 Wochen \| 4 \| Ed Sheeran \| Thinking Out Loud Ed Sheeran, Amy Wadge \| Es ist bereits der dritte Nummer-eins-Hit für den Engländer in einem Jahr. \| \| 10. November 2014 – 16. November 2014 1 Woche \| 1 \| Six60 \| Special \| – \| \| 17. November 2014 – 21. Dezember 2014 5 Wochen \| 5 \| Timmy Trumpet & Savage \| Freaks \| – \| \| 22. Dezember 2014 – 22. Februar 2015 9 Wochen \| 9 \| Mark Ronson feat. Bruno Mars \| Uptown Funk! Mark Ronson, Jeff Bhasker, Bruno Mars, Philip Lawrence \| – \| |                                          |                                          | | |
| ← 2013 |                                          |                                          | | → 2015 → |
| Zeitraum | Wo. ges.                                 | Interpret                                | Titel Autor(en) | Zusätzliche Informationen |
| (Zeitraum, Wochen auf Platz eins, Interpret, Titel, Autor[en], zusätzliche Informationen) |                                          |                                          | | |
| 16. Dezember 2013 – 5. Januar 2014 3 Wochen | 3                                        | Ed Sheeran                               | I See Fire Ed Sheeran | – |
| 6. Januar 2014 – 30. März 2014 12 Wochen (insgesamt 15) | 15                                       | Pharrell Williams                        | Happy Pharrell Williams | – |
| 31. März 2014 – 6. April 2014 1 Woche | 1                                        | 5 Seconds of Summer                      | She Looks So Perfect Jake Sinclair, Ashton Irwin, Michael Clifford | – |
| 7. April 2014 – 13. April 2014 1 Woche (insgesamt 15) | 15                                       | Pharrell Williams                        | Happy Pharrell Williams | – |
| 14. April 2014 – 20. April 2014 1 Woche | 1                                        | Ginny Blackmore & Stan Walker            | Holding You Ginny Blackmore, Stan Walker | – |
| 21. April 2014 – 4. Mai 2014 2 Wochen (insgesamt 15) | 15                                       | Pharrell Williams                        | Happy Pharrell Williams | – |
| 5. Mai 2014 – 11. Mai 2014 1 Woche | 1                                        | Ariana Grande feat. Iggy Azalea          | Problem Max Martin, Savan Kotecha, Ilya Salmanzadeh, Iggy Azalea | – |
| 12. Mai 2014 – 18. Mai 2014 1 Woche | 1                                        | Iggy Azalea feat. Charli XCX             | Fancy Jason Pebworth, George Astasio, Jon Shave, Jon Turner, Kurtis McKenzie, Charlotte Aitchison, Iggy Azalea | – |
| 19. Mai 2014 – 1. Juni 2014 2 Wochen (insgesamt 4) | 4                                        | Sam Smith                                | Stay with Me James Napier, Sam Smith, William Phillips | – |
| 2. Juni 2014 – 8. Juni 2014 1 Woche | 1                                        | Sigma                                    | Nobody to Love Cameron Edwards, Joe Lenzie, Kanye West, John Stephens, Charles Wilson, Ernest Dion Wilson, Che J. Pope, Elon Rutberg, Cydel Young · Malik Yusuf Jones, Sakiya Sandifer, Michael G. Dean, Norman Virgil Whiteside, Bobby Massey, Robert Dukes · Ronnie Self | – |
| 9. Juni 2014 – 15. Juni 2014 1 Woche (insgesamt 2) | 2                                        | Nico & Vinz                              | Am I Wrong William Wiik Larsen, Nico Sereba, Vincent Dery | – |
| 16. Juni 2014 – 22. Juni 2014 1 Woche (insgesamt 4) | 4                                        | Sam Smith                                | Stay with Me James Napier, Sam Smith, William Phillips | – |
| 23. Juni 2014 – 29. Juni 2014 1 Woche | 1                                        | 5 Seconds of Summer                      | Don’t Stop Steve Robson, Busbee, Luke Hemmings, Calum Hood | – |
| 30. Juni 2014 – 6. Juli 2014 1 Woche (insgesamt 2) | 2                                        | Nico & Vinz                              | Am I Wrong William Wiik Larsen, Nico Sereba, Vincent Dery | – |
| 7. Juli 2014 – 13. Juli 2014 1 Woche (insgesamt 4) | 4                                        | Sam Smith                                | Stay with Me James Napier, Sam Smith, William Phillips | – |
| 14. Juli 2014 – 20. Juli 2014 1 Woche | 1                                        | Ed Sheeran                               | Sing Pharrell Williams, Ed Sheeran | – |
| 21. Juli 2014 – 10. August 2014 3 Wochen | 3                                        | The Madden Brothers                      | We Are Done Benji Madden, Joel Madden | Zuerst waren die Madden-Zwillinge von der US-Band Good Charlotte in Australien erfolgreich, dann auch in Neuseeland. Das Lied stammt aus der australischen Castingshow The Voice, wo Joel Jurymitglied ist. |
| 11. August 2014 – 17. August 2014 1 Woche | 1                                        | George Ezra                              | Budapest Joel Pott, George Ezra | – |
| 18. August 2014 – 31. August 2014 2 Wochen (insgesamt 6) | 6                                        | Meghan Trainor                           | All About That Bass Kevin Kadish, Meghan Trainor | – |
| 1. September 2014 – 7. September 2014 1 Woche (insgesamt 2) | 2                                        | Taylor Swift                             | Shake It Off Max Martin, Johan Schuster, Taylor Swift | – |
| 8. September 2014 – 21. September 2014 2 Wochen (insgesamt 6) | 6                                        | Meghan Trainor                           | All About That Bass Kevin Kadish, Meghan Trainor | – |
| 22. September 2014 – 28. September 2014 1 Woche (insgesamt 2) | 2                                        | Taylor Swift                             | Shake It Off Max Martin, Johan Schuster, Taylor Swift | – |
| 29. September 2014 – 12. Oktober 2014 2 Wochen (insgesamt 6) | 6                                        | Meghan Trainor                           | All About That Bass Kevin Kadish, Meghan Trainor | – |
| 13. Oktober 2014 – 9. November 2014 4 Wochen | 4                                        | Ed Sheeran                               | Thinking Out Loud Ed Sheeran, Amy Wadge | Es ist bereits der dritte Nummer-eins-Hit für den Engländer in einem Jahr. |
| 10. November 2014 – 16. November 2014 1 Woche | 1                                        | Six60                                    | Special | – |
| 17. November 2014 – 21. Dezember 2014 5 Wochen | 5                                        | Timmy Trumpet & Savage                   | Freaks | – |
| 22. Dezember 2014 – 22. Februar 2015 9 Wochen | 9                                        | Mark Ronson feat. Bruno Mars             | Uptown Funk! Mark Ronson, Jeff Bhasker, Bruno Mars, Philip Lawrence | – |

## Alben
| ← 2013 ← | Liste der Nummer-eins-Hits in Neuseeland | Liste der Nummer-eins-Hits in Neuseeland | Liste der Nummer-eins-Hits in Neuseeland | 2015 → |
| \| Zeitraum \| Wo. ges. \| Interpret \| Titel \| Zusätzliche Informationen \| \| (Zeitraum, Wochen auf Platz eins, Interpret, Titel, zusätzliche Informationen) \| \| \| \| \| \| ------------------------------------------------------------------------------ \| -------- \| ------------------- \| ------------------- \| ---------------------------------------------------------------------------------------------------------------------------------------------------------------------------------------------------------- \| \| 25. November 2013 – 26. Januar 2014 9 Wochen (insgesamt 16) \| 16 \| Sol3 Mio \| Sol3 Mio \| – \| \| 27. Januar 2014 – 2. Februar 2014 1 Woche (insgesamt 2) \| 2 \| Bruce Springsteen \| High Hopes \| – \| \| 3. Februar 2014 – 16. Februar 2014 2 Wochen (insgesamt 8) \| 8 \| Lorde \| Pure Heroine \| – \| \| 17. Februar 2014 – 23. Februar 2014 1 Woche \| 1 \| Dolly Parton \| Blue Smoke \| – \| \| 24. Februar 2014 – 9. März 2014 2 Wochen (insgesamt 8) \| 8 \| Lorde \| Pure Heroine \| – \| \| 10. März 2014 – 16. März 2014 1 Woche (insgesamt 2) \| 2 \| Bruce Springsteen \| High Hopes \| – \| \| 17. März 2014 – 20. April 2014 5 Wochen (insgesamt 16) \| 16 \| Sol3 Mio \| Sol3 Mio \| – \| \| 21. April 2014 – 11. Mai 2014 3 Wochen \| 3 \| (Soundtrack) \| Frozen \| – \| \| 12. Mai 2014 – 25. Mai 2014 2 Wochen (insgesamt 16) \| 16 \| Sol3 Mio \| Sol3 Mio \| – \| \| 26. Mai 2014 – 15. Juni 2014 3 Wochen \| 3 \| Coldplay \| Ghost Stories \| – \| \| 16. Juni 2014 – 22. Juni 2014 1 Woche \| 1 \| Ellie Goulding \| Halcyon Days \| In 65 Wochen hatten es zuerst Halcyon und dann die erweiterte Version Halcyon Days nicht über Platz 3 hinaus geschafft, dann erobert die britische Sängerin doch noch die Chartspitze. \| \| 23. Juni 2014 – 29. Juni 2014 1 Woche \| 1 \| Lana Del Rey \| Ultraviolence \| – \| \| 30. Juni 2014 – 6. Juli 2014 1 Woche (insgesamt 12) \| 12 \| Ed Sheeran \| × \| – \| \| 7. Juli 2014 – 13. Juli 2014 1 Woche \| 1 \| 5 Seconds of Summer \| 5 Seconds of Summer \| – \| \| 14. Juli 2014 – 20. Juli 2014 1 Woche (insgesamt 12) \| 12 \| Ed Sheeran \| × \| – \| \| 21. Juli 2014 – 10. August 2014 3 Wochen \| 3 \| Devilskin \| We Rise \| – \| \| 11. August 2014 – 17. August 2014 1 Woche (insgesamt 12) \| 12 \| Ed Sheeran \| × \| – \| \| 18. August 2014 – 24. August 2014 1 Woche \| 1 \| Shihad \| FVEY \| Die Rockband aus Wellington ist erst der zweite neuseeländische Interpret, der es mit fünf Alben an die Spitze der heimischen Charts geschafft hat. Zuvor gelang dies nur der Sängerin Hayley Westenra.[1] \| \| 25. August 2014 – 31. August 2014 1 Woche \| 1 \| INXS \| The Very Best \| – \| \| 1. September 2014 – 7. September 2014 1 Woche \| 1 \| Broods \| Evergreen \| – \| \| 8. September 2014 – 5. Oktober 2014 4 Wochen (insgesamt 8) \| 8 \| Sam Smith \| In the Lonely Hour \| – \| \| 6. Oktober 2014 – 12. Oktober 2014 1 Woche \| 1 \| Leonard Cohen \| Popular Problems \| – \| \| 13. Oktober 2014 – 2. November 2014 3 Wochen (insgesamt 12) \| 12 \| Ed Sheeran \| × \| – \| \| 3. November 2014 – 16. November 2014 2 Wochen (insgesamt 6) \| 6 \| Taylor Swift \| 1989 \| – \| \| 17. November 2014 – 23. November 2014 1 Woche \| 1 \| Pink Floyd \| The Endless River \| – \| \| 24. November 2014 – 30. November 2014 1 Woche \| 1 \| One Direction \| Four \| – \| \| 1. Dezember 2014 – 7. Dezember 2014 1 Woche (insgesamt 6) \| 6 \| Taylor Swift \| 1989 \| – \| \| 8. Dezember 2014 – 4. Januar 2015 4 Wochen (insgesamt 16) \| 16 \| Michael Bublé \| Christmas \| Seit 2011 steigt das Album an Weihnachten immer wieder in die Charts ein, zum dritten Mal erreicht es Platz eins, nur 2013 kam es nicht über Platz drei hinaus. \| |                                          |                                          |                                          | |
| ← 2013 |                                          |                                          |                                          | → 2015 → |
| Zeitraum | Wo. ges.                                 | Interpret                                | Titel                                    | Zusätzliche Informationen |
| (Zeitraum, Wochen auf Platz eins, Interpret, Titel, zusätzliche Informationen) |                                          |                                          |                                          | |
| 25. November 2013 – 26. Januar 2014 9 Wochen (insgesamt 16) | 16                                       | Sol3 Mio                                 | Sol3 Mio                                 | – |
| 27. Januar 2014 – 2. Februar 2014 1 Woche (insgesamt 2) | 2                                        | Bruce Springsteen                        | High Hopes                               | – |
| 3. Februar 2014 – 16. Februar 2014 2 Wochen (insgesamt 8) | 8                                        | Lorde                                    | Pure Heroine                             | – |
| 17. Februar 2014 – 23. Februar 2014 1 Woche | 1                                        | Dolly Parton                             | Blue Smoke                               | – |
| 24. Februar 2014 – 9. März 2014 2 Wochen (insgesamt 8) | 8                                        | Lorde                                    | Pure Heroine                             | – |
| 10. März 2014 – 16. März 2014 1 Woche (insgesamt 2) | 2                                        | Bruce Springsteen                        | High Hopes                               | – |
| 17. März 2014 – 20. April 2014 5 Wochen (insgesamt 16) | 16                                       | Sol3 Mio                                 | Sol3 Mio                                 | – |
| 21. April 2014 – 11. Mai 2014 3 Wochen | 3                                        | (Soundtrack)                             | Frozen                                   | – |
| 12. Mai 2014 – 25. Mai 2014 2 Wochen (insgesamt 16) | 16                                       | Sol3 Mio                                 | Sol3 Mio                                 | – |
| 26. Mai 2014 – 15. Juni 2014 3 Wochen | 3                                        | Coldplay                                 | Ghost Stories                            | – |
| 16. Juni 2014 – 22. Juni 2014 1 Woche | 1                                        | Ellie Goulding                           | Halcyon Days                             | In 65 Wochen hatten es zuerst Halcyon und dann die erweiterte Version Halcyon Days nicht über Platz 3 hinaus geschafft, dann erobert die britische Sängerin doch noch die Chartspitze.                  |
| 23. Juni 2014 – 29. Juni 2014 1 Woche | 1                                        | Lana Del Rey                             | Ultraviolence                            | – |
| 30. Juni 2014 – 6. Juli 2014 1 Woche (insgesamt 12) | 12                                       | Ed Sheeran                               | ×                                        | – |
| 7. Juli 2014 – 13. Juli 2014 1 Woche | 1                                        | 5 Seconds of Summer                      | 5 Seconds of Summer                      | – |
| 14. Juli 2014 – 20. Juli 2014 1 Woche (insgesamt 12) | 12                                       | Ed Sheeran                               | ×                                        | – |
| 21. Juli 2014 – 10. August 2014 3 Wochen | 3                                        | Devilskin                                | We Rise                                  | – |
| 11. August 2014 – 17. August 2014 1 Woche (insgesamt 12) | 12                                       | Ed Sheeran                               | ×                                        | – |
| 18. August 2014 – 24. August 2014 1 Woche | 1                                        | Shihad                                   | FVEY                                     | Die Rockband aus Wellington ist erst der zweite neuseeländische Interpret, der es mit fünf Alben an die Spitze der heimischen Charts geschafft hat. Zuvor gelang dies nur der Sängerin Hayley Westenra. |
| 25. August 2014 – 31. August 2014 1 Woche | 1                                        | INXS                                     | The Very Best                            | – |
| 1. September 2014 – 7. September 2014 1 Woche | 1                                        | Broods                                   | Evergreen                                | – |
| 8. September 2014 – 5. Oktober 2014 4 Wochen (insgesamt 8) | 8                                        | Sam Smith                                | In the Lonely Hour                       | – |
| 6. Oktober 2014 – 12. Oktober 2014 1 Woche | 1                                        | Leonard Cohen                            | Popular Problems                         | – |
| 13. Oktober 2014 – 2. November 2014 3 Wochen (insgesamt 12) | 12                                       | Ed Sheeran                               | ×                                        | – |
| 3. November 2014 – 16. November 2014 2 Wochen (insgesamt 6) | 6                                        | Taylor Swift                             | 1989                                     | – |
| 17. November 2014 – 23. November 2014 1 Woche | 1                                        | Pink Floyd                               | The Endless River                        | – |
| 24. November 2014 – 30. November 2014 1 Woche | 1                                        | One Direction                            | Four                                     | – |
| 1. Dezember 2014 – 7. Dezember 2014 1 Woche (insgesamt 6) | 6                                        | Taylor Swift                             | 1989                                     | – |
| 8. Dezember 2014 – 4. Januar 2015 4 Wochen (insgesamt 16) | 16                                       | Michael Bublé                            | Christmas                                | Seit 2011 steigt das Album an Weihnachten immer wieder in die Charts ein, zum dritten Mal erreicht es Platz eins, nur 2013 kam es nicht über Platz drei hinaus.                                         |